# Selección de fútbol playa de Portugal
La Selección de fútbol playa de Portugal representa a Portugal en las competiciones internacionales de fútbol playa y está controlada por la Federación Portuguesa de Fútbol, que es miembro de la UEFA. Se coronó campeón del Campeonato Mundial de Fútbol Playa (BSWW) en 2001, siendo así el segundo país en ganarlo, y lo logró de igual manera con la Copa Mundial de Fútbol Playa de FIFA en 2015 y 2019.

## Estadísticas

### Copa Mundial de Fútbol Playa FIFA
| Copa Mundial de Fútbol Playa FIFA | Copa Mundial de Fútbol Playa FIFA | Copa Mundial de Fútbol Playa FIFA | Copa Mundial de Fútbol Playa FIFA | Copa Mundial de Fútbol Playa FIFA | Copa Mundial de Fútbol Playa FIFA | Copa Mundial de Fútbol Playa FIFA | Copa Mundial de Fútbol Playa FIFA |
| Año                               | Ronda                             | J                                 | G                                 | G+                                | P                                 | GF                                | GC                                |
| --------------------------------- | --------------------------------- | --------------------------------- | --------------------------------- | --------------------------------- | --------------------------------- | --------------------------------- | --------------------------------- |
| 2005                              | Subcampeón                        | 5                                 | 3                                 | 1                                 | 1                                 | 27                                | 15                                |
| 2006                              | Cuarto lugar                      | 6                                 | 4                                 | 0                                 | 2                                 | 43                                | 24                                |
| 2007                              | Cuartos de final                  | 4                                 | 0                                 | 2                                 | 2                                 | 18                                | 22                                |
| 2008                              | Tercer lugar                      | 6                                 | 4                                 | 1                                 | 1                                 | 41                                | 22                                |
| 2009                              | Tercer lugar                      | 6                                 | 4                                 | 0                                 | 2                                 | 32                                | 24                                |
| 2011                              | Tercer lugar                      | 6                                 | 4                                 | 1                                 | 1                                 | 33                                | 12                                |
| 2013                              | No clasificó                      | No clasificó                      | No clasificó                      | No clasificó                      | No clasificó                      | No clasificó                      | No clasificó                      |
| 2015                              | Campeón                           | 6                                 | 5                                 | 0                                 | 1                                 | 32                                | 18                                |
| 2017                              | Cuartos de final                  | 4                                 | 1                                 | 1                                 | 2                                 | 15                                | 10                                |
| 2019                              | Campeón                           | 6                                 | 4                                 | 1                                 | 1                                 | 33                                | 20                                |
| 2021                              | Fase de grupos                    | 3                                 | 1                                 | 0                                 | 2                                 | 14                                | 15                                |
| 2023                              | Cuartos de final                  | 4                                 | 2                                 | 0                                 | 2                                 | 16                                | 11                                |
| 2025                              | Tercer lugar                      | 6                                 | 5                                 | 0                                 | 1                                 | 38                                | 30                                |
| Total                             | 12/13                             | 62                                | 37                                | 7                                 | 18                                | 342                               | 223                               |

### Clasificación Copa Mundial FIFA
| Clasificación de UEFA para la Copa Mundial de Fútbol Playa FIFA | Clasificación de UEFA para la Copa Mundial de Fútbol Playa FIFA | Clasificación de UEFA para la Copa Mundial de Fútbol Playa FIFA | Clasificación de UEFA para la Copa Mundial de Fútbol Playa FIFA | Clasificación de UEFA para la Copa Mundial de Fútbol Playa FIFA | Clasificación de UEFA para la Copa Mundial de Fútbol Playa FIFA | Clasificación de UEFA para la Copa Mundial de Fútbol Playa FIFA | Clasificación de UEFA para la Copa Mundial de Fútbol Playa FIFA |
| Año                                                             | Ronda                                                           | J                                                               | G                                                               | G+                                                              | P                                                               | GF                                                              | GC                                                              |
| --------------------------------------------------------------- | --------------------------------------------------------------- | --------------------------------------------------------------- | --------------------------------------------------------------- | --------------------------------------------------------------- | --------------------------------------------------------------- | --------------------------------------------------------------- | --------------------------------------------------------------- |
| 2008                                                            | Subcampeón                                                      | 7                                                               | 6                                                               | 0                                                               | 1                                                               | 47                                                              | 12                                                              |
| 2009                                                            | Cuarto lugar                                                    | 7                                                               | 5                                                               | 0                                                               | 2                                                               | 47                                                              | 29                                                              |
| 2011                                                            | Subcampeón                                                      | 7                                                               | 5                                                               | 1                                                               | 1                                                               | 37                                                              | 25                                                              |
| 2013                                                            | Octavos de final                                                | 4                                                               | 2                                                               | 0                                                               | 2                                                               | 21                                                              | 9                                                               |
| 2015                                                            | No participó                                                    | No participó                                                    | No participó                                                    | No participó                                                    | No participó                                                    | No participó                                                    | No participó                                                    |
| 2017                                                            | Tercer lugar                                                    | 8                                                               | 7                                                               | 0                                                               | 1                                                               | 61                                                              | 14                                                              |
| 2019                                                            | Quinto lugar                                                    | 8                                                               | 5                                                               | 1                                                               | 2                                                               | 56                                                              | 21                                                              |
| 2021                                                            | Tercer lugar                                                    | 6                                                               | 5                                                               | 0                                                               | 1                                                               | 24                                                              | 12                                                              |
| Total                                                           | 7/8                                                             | 47                                                              | 35                                                              | 2                                                               | 10                                                              | 293                                                             | 122                                                             |

## Jugadores

### Jugadores destacados
2007
- Bruno Manuel de Jesús M. Silva conocido como Bruno (Portero)
- Mario Fernando Duarte conocido como Marinho (Defensa)
- Ricardo Antonio da Silva Ferreira conocido como Loja (Delantero)
- David Miguel Rodrigues conocido como David (Delantero)

### Equipo 2019
Actualizado el 21 de noviembre de 2019:

### Cuerpo técnico
Entrenador: Mario Narciso 
Delegado: João Morais
Equipo médico: Manuel Virgolino

## Logros
- Copa Mundial de Fútbol Playa de FIFA (2): 2015 y 2019
- Campeonato Mundial de Fútbol Playa (BSWW) (1): 2001
- Euro Beach Soccer League (9): 2002, 2007, 2008, 2010, 2015, 2019, 2020, 2021, 2024
- Euro Beach Soccer Cup (7): 1998, 2001, 2002, 2003, 2004, 2006, 2016
- Mundialito de Fútbol Playa (7): 2003, 2008, 2009, 2012, 2014, 2018, 2019
- Copa Latina (1): 2000
- Juegos Europeos (1): 2019
- Equipo deportivo portugués del año (1): 2015
- Copa de fútbol playa el salvador (1): 2025